# Сенкевич, Владислав Александрович
Владислав Александрович Сенкевич (1 июня 1920 — 18 сентября 1995) — советский и российский музыкант, ударник, музыкальный педагог. Известный литаврист, солист Эстрадно-симфонического оркестра Центрального телевидения и Всесоюзного радио п/у Ю.Силантьева. Заслуженный работник культуры РСФСР.
Один из виднейших педагогов Московской школы ударных инструментов. С 1953 по 1995 годы преподавал в Академическом музыкальном училище при Московской консерватории, за время работы в котором выпустил более 100 учеников, большинство из которых стали артистами крупнейших симфонических оркестров СССР и России, известными музыкальными деятелями и педагогами.

## Биография
Родился 1 июня 1920 года в Саратове в семье польского происхождения, переехавшей туда из Петербурга в годы Гражданской войны; до Революции его дед был переведён из Варшавы в Санкт-Петербург на должность директора гимназии.
До Великой Отечественной войны проживал в Ленинграде. Окончил Ленинградское музыкальное училище имени М. П. Мусоргского. В 1940 году был призван в армию, с начала войны служил в музыкальном взводе, принимал участие в сражениях. После демобилизации остался в Москве. В 1946-1949 годах работал в Оркестре кинематографии. С 1949 по 1953 годах учился в Московской государственной консерватории имени П. И. Чайковского в классе Калиника Михайловича Купинского. С 1949 по 1970 год работал солистом-литавристом в Эстрадно-симфоническом оркестре Центрального телевидения и Всесоюзного радио п/у Ю.Силантьева. С 1953 по 1995 годы преподавал ударные инструменты в Академическом музыкальном училище при Московской государственной консерватории имени П. И. Чайковского.

## Известные выпускники
В классе В. А. Сенкевича в разные годы учились: солист Большого театра, профессор Московской консерватории Виктор Гришин; солист Мариинского театра и Заслуженного коллектива Сергей Антошкин; солист Большого театра Сергей Соловьев; Солист  Академического симфонического оркестра Московской филармонии Михаил Аршинов, известные музыкальные педагоги Валерий Барков, Анатолий Курашов, Алексей Усов; солисты и артисты групп ударных инструментов ГАСО  имени Е.Ф.Светланова, БСО имени П. И. Чайковского, Большого театра, РНО, НФОР, МГАСО, ГАСК России, МСО и многих других коллективов, известный барабанщик Игорь Джавад-Заде, дирижер Николай Калинин,  игумен Петр (Мещеринов) и другие.

## Награды и звания
- Орден Отечественной войны II степени
- Медаль «За победу над Германией в Великой Отечественной войне 1941—1945 гг.»
- Медаль «За доблестный труд в Великой Отечественной войне 1941—1945 гг.»
- Медаль «Ветеран труда»
- Заслуженный работник культуры РСФСР